# Зване, Амброз
Доктор Амброз Зва́не (свати Ambrose Phesheya Zwane; 1924—1998) — политический деятель Свазиленда (ныне Эсватини).

## Биография
Сын Амоса Зване — личного врача и советника кронпринца, будущего короля Собузы II. Однако вместо привилегированного положения в монархии избрал путь левого оппозиционера. Первым из свази закончил медицинский факультет Витватерсрандского университета (ЮАР). В 1952—1959 годах работал врачом в южноафриканских провинциях Натале и Трансваале, а также в Мбабане. Наблюдаемые им в ЮАР расовая дискриминация и национально-освободительное сопротивление сформировали его политические взгляды, включавшие отвержение колониализма и традиционной племенной власти, поддержку панафриканизма, социалистической ориентации в экономике и либерально-демократической — в политике.
В июле 1960 года стал одним из основателей и первым генеральным секретарём Прогрессивной партии Свазиленда (два месяца спустя король запретил все политические партии). После раскола ППС на 3 фракции в 1962 году возглавил самую радикальную из них. На её базе 24 февраля 1963 года сформировал с единомышленниками, включавшими одного из принцев, Конгресс национального освобождения Нгване (КНОН, англ. Ngwane National Liberatory Congress), поддерживавший обретение полной независимости, политические реформы и классовую борьбу за минимальную зарплату. Установил тесные связи с лидерами-панафриканистами, включая Кваме Нкруму в Гане и Джулиуса Ньерере в Танзании.
На первых в независимом Свазиленде парламентских выборах 1972 года его партия стала единственной оппозиционной силой, прошедшей в Национальную ассамблею, а сам он был лидером парламентской оппозиции на срок 1972—1978 годов. При этом когда в 1973 году король Собуза совершил автократический переворот, изменил конституцию, разогнал парламент и установил абсолютную монархию, КНОН был запрещён, а сам Зване подвергался арестам. После задержания на 60 суток в 1975 году ему удалось бежать в недавно деколонизированный Мозамбик. В 1978—1979 годах Зване находился в эмиграции в Танзании; за него вступился местный президент Джулиус Ньерере, и он смог вернуться на родину в июле 1979 года после объявления частичной амнистии.
Однако его здоровье было слабым, и ему больше не разрешалось заниматься политической деятельностью. Тем не менее, он оставался президентом КНОН, а задержания и политические преследования против него продолжались и в 1980-х, и в 1990-х. Однако похоронен Зване был с почестями, которые ему оказал даже король Мсвати III. Во главе партии его сменил экс-премьер Обед Дламини.